# 日本電建
日本電建株式会社（にほんでんけん）とはかつて存在した住宅メーカー。主に木造住宅を手がけ、東京都中央区に本社を置き、全国に支店網を築いていた。国際興業グループの一つであったが、2002年に大東建託へ建築部門を譲渡。翌年9月に解散した。

## 概要
日本電建は、当時一般的でなかった住宅・建物を月賦で販売する方法を積極展開し、一時は住宅販売業界トップの座につけた。しかし、1959年にワンマン社長だった平尾善保が死去するとお家騒動が勃発。紆余曲折を経て、1961年に田中角栄が社長に就き、腹心で炭鉱国管疑獄で田中と共に連座した入内島金一ら、田中ファミリーも役員として連なった。田中は社長に就くと営業目的を変更して、土地の売買等を付け加え、客が月賦で家を買おうとして積み立てていた掛金をそのまま現金として寝かしておいてはもったいないとして、現金預金を担保に銀行から借金し、その借金で土地と株を買う事業に乗り出す。
日本電建は田中金脈の中核企業となるが、土地買い占めなどによって資産が食い潰され、加入者の間で怪文書が出回り、会社の未来に不安を持った労組が、「オーナーに会わせろ」と大蔵大臣だった田中のもとに押しかけ、座りこんだりした。そうしたことから、1964年、田中に事態収拾を請われた国際興業社主の小佐野賢治が、日本電建株1株を160円に評価して（額面は50円）、日本電建を18億円で買い取った（事実上の政治献金とみられた）。その後、小佐野の手腕によって日本電建は再建を果たし、1973年に業界トップの地位に返り咲いた。
2002年に事業の選択と集中を進める国際興業が、日本電建の建築部門を大東建託に譲渡し、2003年9月に、日本電建は解散した。
親会社・国際興業が三和グループの親睦会・みどり会に属したため、国際興業グループ時代の日本電建も三和グループに属した。また1985年に開催された科学万博に三和グループがパビリオン「みどり館」を出展した際には、日本電建もつくばみどり会のメンバーとして名前を連ねた。
出版部門を1961年8月に分離してニューハウス出版が設立された（2017年に事業停止）。
プロゴルファーの青木功は日本電建の所属プロだったこともある。

## 沿革
- 1931年：平尾善保が日本電話建物株式会社を設立。積立金により電話を設置するか建物を建てられるか選べることが「電話建物」の名前の由来。
- 1943年：戦況悪化により営業中止。
- 1950年：営業再開。
- 1959年：創業者の平尾善保が死去。
- 1961年：田中角栄が社長および田中ファミリーが役員に就任。
- 時期不明：日本電建株式会社に社名変更。
- 1964年：小佐野賢治が田中角栄より譲り受け、国際興業グループ入り。
- 1973年：プロゴルファー青木功が契約プロとなる。
- 2002年：大東建託へ建築部門が事業譲渡。新日本電建が発足。
- 2003年
  - 7月：新日本電建が大東住託（現：大東建設）へ社名変更。
  - 9月：日本電建が解散。

## スポンサー
- 月曜スター劇場 - 日本テレビ系列でかつて放送されていたドラマ枠。同番組の協賛スポンサーの一つであった。
- 渡辺篤史の建もの探訪 (テレビ朝日）
- 海江田万里のパワフルサタデー （朝日放送・テレビ朝日系）
- ナゴヤ球場 - 1960年代から80年代にかけ、スコアボード最下段に広告を出していた。
- 浪曲 - ラジオ浪曲の全盛期の1950年代に番組を多数提供[10]。